# Ministerio del Mar de Portugal
El Ministerio del Mar es un ministerio del Gobierno de Portugal, responsable de las pesquerías, la marina mercante y por otros asuntos relacionados con los océanos. El Ministerio del Mar operó por primera vez entre 1983 y 1985. Más tarde volvió a existir entre 1991 y 1995, y de nuevo fue parte del Vigésimo primer Gobierno Constitucional de Portugal (desde 2015). 
Las responsabilidades del Ministerio del Mar corresponden, aproximadamente, a las que eran responsabilidad de la rama de fomento marítimo del antiguo Ministerio de la Marina que desde su cierre en 1974, habían sido repartidas por varios ministerios. En el XIX Gobierno Constitucional esas responsabilidades estuvieron atribuidas en el Ministerio de la Agricultura y del Mar, dirigido por la ministra Asunción Crestas. En el XXI Gobierno Constitucional, volvió a ser un ministerio autónomo.

## Organización
La ley orgánica del XXI Gobierno Constitucional (2015 - 2019) estableció la siguiente organización para el ministerio:
- Ministra del Mar
  - Secretario de Estado de las Pescas
    - Dirección General de Política del Mar
    - Dirección General de Recursos Naturales, Seguridad y Servicios Marítimos
    - Gabinete de Investigación de Accidentes Marítimos y de la Autoridad para la Meteorología Aeronáutica
    - Comisión Técnica del Registro Internacional de Navíos de la Madera
    - Autoridad de Gestión del Programa Operacional Mar 2020 (Mar 2020)
    - Gabinete de Planificación, Políticas y Administración General (en coordinación con el ministro de la Agricultura, Florestas y Desarrollo Rural)
    - Direcciones regionales de agricultura y pescas (en coordinación con el ministro de la Agricultura, Florestas y Desarrollo Rural)
    - Inspección General de la Agricultura, del Mar, del Ambiente y del Ordenamiento del Territorio (en coordinación con el ministro de la Agricultura, Florestas y Desarrollo Rural)
    - Instituto de Financiación de la Agricultura y Pescas (en coordinación con el ministro de la Agricultura, Florestas y Desarrollo Rural, con el ministro de las Finanzas y con el ministro de la Planificación y de las Infraestructuras)
    - Docapesca - Puertos y Flotas, S.A.
    - Instituto Portugués del Mar y de la Atmósfera (en coordinación con el ministro del Ambiente y el ministro de la Ciencia, Tecnología y Enseñanza Superior)
    - Escuela Náutica Infante D. Henrique
    - Administración del Puerto de Lisboa
    - Administración de los Puertos del Doro y Leixões
    - Administración de los Puertos de Setúbal y Sesimbra
    - Administración del Puerto de Sines
    - Comisión de Planificación del Transporte Marítimo de Emergencia.
    - Instituto Nacional de Recursos Biológicos IP
    - Instituto Portugués de Conservas y Pescado
    - Escuela Portuguesa de Pesca
    - Gabinete de Estudios y Planificación de las Pescas

## Ministros del Mar
| Ministro(a) del Mar | Ministro(a) del Mar    | Gobierno                    | Inicio del mandato | Fin del mandato | Partido                  |
| ------------------- | ---------------------- | --------------------------- | ------------------ | --------------- | ------------------------ |
|                     | Carlos Montez Melancia | IX Gobierno Constitucional  | 9 de junio         | 15 de febrero   | Partido Socialista       |
|                     | José de Almeida Sierra | IX Gobierno Constitucional  | 15 de febrero      | 6 de noviembre  | Partido Socialista       |
|                     | Eduardo Azevedo Suenes | XII Gobierno Constitucional | 31 de octubre      | 16 de marzo     | Partido Social Demócrata |
|                     | António Duarte Silva   | XII Gobierno Constitucional | 16 de marzo        | 28 de octubre   | Partido Social Demócrata |
|                     | Ana Paula Vitorino     | XXI Gobierno Constitucional | 26 de noviembre    |                 | Partido Socialista       |